# Мице Јанкуловски
Мицко Мице Јанкуловски (Сливово, Охрид, 1954) је македонски сликар и карикатуриста. Добитник је значајне наградне за животно дело у области сликарства „Лоренцо Ил Мањифико“ на Дванаестом међународном биеналу савремене уметности у Фиренци, у Италији.

## Биографија
Јанкуловски је мултимедијални уметник који је од ране младости истраживао различите дисциплине - од цртања до сликања, користећи различите материјале и технике, укључујући сатирично сликање стакла. Бавио се и цртањем, а 1978. у Вардару је дебитовао анимираним филмом „Вуци и баци“. Дипломирао је на Архитектонском факултету у Скопљу. Живи и ради у Скопљу као директор Остен-а и председник ЈКМ-а - Удружења цртаних филмова Македоније.

## Креативност и признања
Јанкуловски има преко четрдесет самосталних изложби у престижним просторима широм Македоније, као и на међународној сцени, укључујући Грчку, Италију, Бугарску, Турску и Француску.
Током своје педесетогодишње уметничке каријере стекао је многобројне награде и признања, међу којима су и Ел Греко, Умјетник света, Гран при, Прва награда Удружења карикатуриста Македоније, Повеља ликовних уметности Арбитражне заједнице Македоније, Награда 13. новембар из Скопља, Специјална награда Светске галерије цртаних филмова у Скопљу.
Поред тога, допринео је развоју визуелне уметности у свету својим залагањем као оснивач Музеја цртања у Остену. Председник је Бијенала цртања у Аустену и председник Удружења карикатуриста Македоније. 